# Головко, Виктор Александрович
Ви́ктор Алекса́ндрович Голо́вко (укр. Віктор Олександрович Головко; 6 мая 1984, Херсонская область — 12 марта 2022, Гута-Межигорская) — украинский военнослужащий, старший лейтенант, участник российско-украинской войны. Герой Украины (17 апреля 2022, посмертно).

## Биография
Виктор Головко родился 6 мая 1984 года в Херсонской области, но свою юность он провёл в Дубровице. Окончил Дубровицкую общеобразовательную школу № 2 (2001) в Ровненской области.
Проходил военную службу в подразделении внутренних войск МВД Украины. В спецподразделении «Омега» прослужил 9 лет.
С первых дней участвовал в АТО на востоке Украины.
24 февраля 2022 года, в первый день российского вторжения в Украину, майор Романа Собков, старший лейтенант Виктор Головко и их подчинённые обеспечивали оборону аэропорта «Киев». Группы Собкива и Головко удерживали свои позиции девять суток. 4 марта 2022 года их подразделения были переброшены в Вышгородский район Киевщины.
12 марта 2022 года группы майора Собкова и старшего лейтенанта Головко, по данным Министерства обороны Украины, участвовали в боях у реки Ирпень, где обеспечивали оборону переправы и мешала произвести высадку десанта противника. Во время оказания первой помощи сослуживцу, он был атакован гранатой. Головко получил ранение, однако смог вынести товарища с поля боя в эвакуационный автомобиль. Но при посадке выстрел из РПГ уничтожил машину и старший лейтенант Головко и два раненых военнослужащих погибли.
24 марта 2022 года похоронен в Дубровице.

## Награды
- Звание «Герой Украины» с удостоением ордена «Золотая Звезда» (17 апреля 2022, посмертно) — за личное мужество и героизм, проявленные в защите государственного суверенитета и территориальной целостности Украины, верность военной присяге[6].